# تیپتور
تیپتور (به انگلیسی: Tiptur) یک زیستگاه انسانی در هند است که در ناحیه تومکور واقع شده‌است.

## خصوصیات
تیپتور  ۵۹٬۵۴۳ نفر جمعیت دارد و ۸۶۲ متر بالاتر از سطح دریا واقع شده‌است.

## نگارخانه

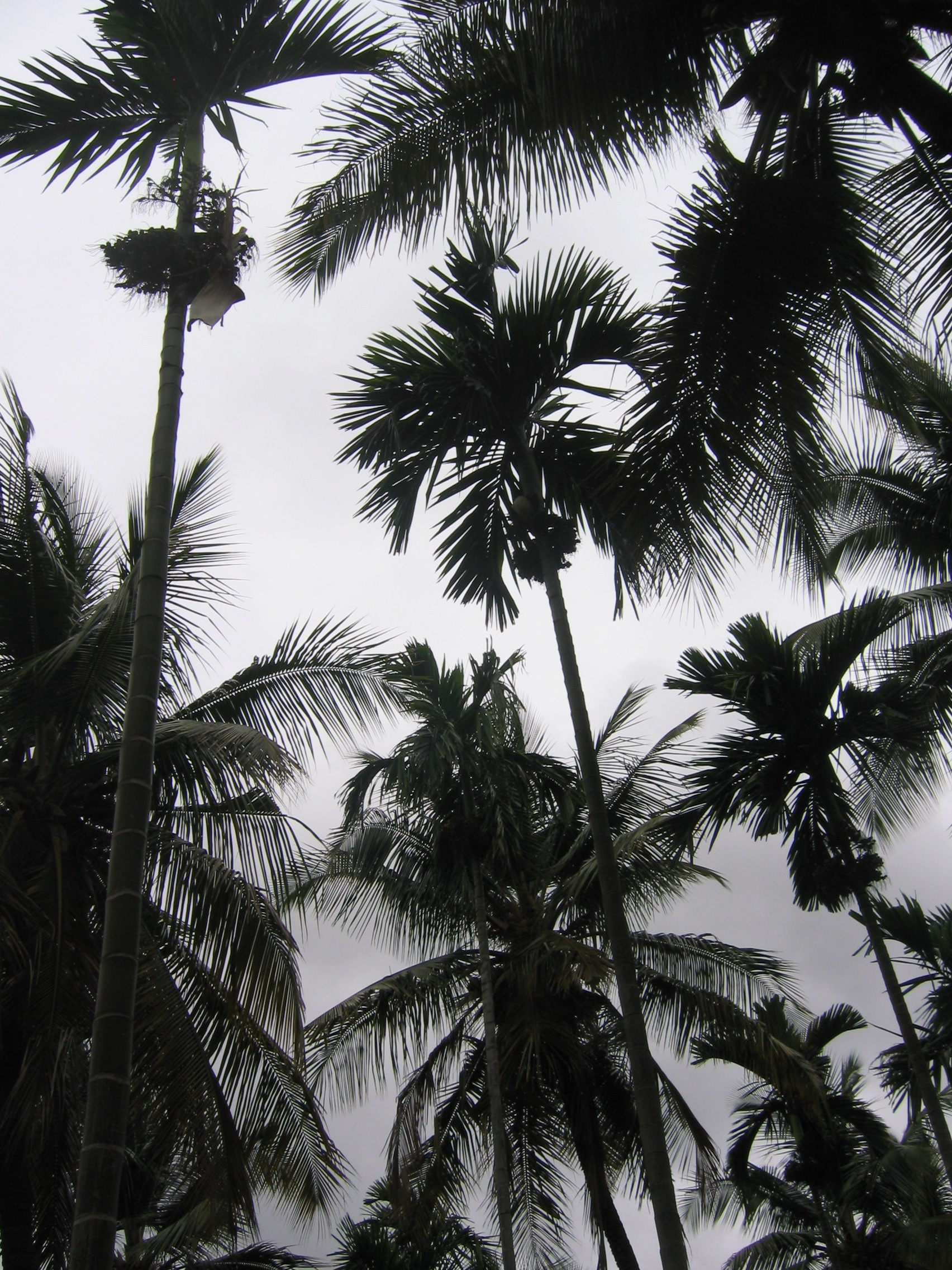